# Nationalsocialistiska Arbetarepartiet
Die Nationalsocialistiska Arbetarepartiet (NSAP, „Nationalsozialistische Arbeiterpartei“) war eine schwedische politische Partei, die zunächst den Nationalsozialismus propagierte und dann für eine eigenständige Form des Faschismus stand.

## Geschichte

### 1926–1933
Die Faschistische Volkspartei Schwedens (Sveriges Fascistiska Folkparti) wurde am 3. September 1926 gegründet. Konrad Hallgren, ein ehemaliger deutscher Offizier, wurde deren Vorsitzender. Weitere wichtige Mitglieder waren die Offiziere Hauptmann Sven Olov Lindholm und Leutnant Sven Hedengren.
1929 nahm eine Delegation, inkl. Hallgren und Lindholm, an einem Parteitag der NSDAP in Nürnberg teil. Nach ihrer Rückkehr nahm die Partei den Namen Nationalsozialistische Volkspartei Schwedens (Sveriges Nationalsocialistiska Folkparti) an.
1930 fusionierte die Partei mit der Schwedischen Nationalsozialistischen Farmer- und Arbeiterpartei (Svenska Nationalsocialistiska Bonde- och Arbetarpartiet). Diese war 1924 unter dem Namen
Schwedische Nationalsozialistische Freiheitsliga (Svenska Nationalsocialistiska Frihetsförbundet) als erste nationalsozialistische Bewegung Schwedens gegründet worden.
Gründer waren Birger Furugård und seine Brüder Sigurd und Gunnar gewesen. Bereits 1923 hatten Sigurd und Gunnar Adolf Hitler und Erich Ludendorff getroffen.
1924 hatte sich die Freiheitsliga in Farmer- und Arbeiterpartei  umbenannt.
1930 fusionierte die Sveriges Nationalsocialistiska Folkparti auch mit der Neuen schwedischen Volksliga und wurde zur Nationalsozialistischen Partei Schwedens (Svenska Nationalsocialistiska Partiet).

### 1933–1945
Die Partei Nationalsocialistiska Arbetarepartiet wurde 1933 von Sven Olov Lindholm gegründet, der die Svenska Nationalsocialistiska Partiet (SNSP, „Schwedische Nationalsozialistische Partei“) (gegründet 1930) nach personalpolitischen und ideologischen Meinungsverschiedenheiten verlassen hatte. Äußerlich war die NSAP in ihren Anfangszeiten ein simples Abbild der NSDAP; so wurde in der Parteizeitung Den Svenske Nationalsocialisten die deutsche NS-Propaganda wiederholt, mit der Jugendorganisation Nordisk Ungdom („Nordische Jugend“) eine (überaus randständige) Replik der Hitlerjugend geschaffen und mit dem Hakenkreuz dasselbe Parteisymbol benutzt.
Ideologisch gab es hingegen größere Unterschiede, da die NSAP in ihrer Rhetorik sozialistische und antikapitalistische Ziele viel stärker betonte und somit eher der Querfront-Strategie Gregor und Otto Strassers nahestand. Direkte Kritik an Adolf Hitler, wie sie etwa im Großteil Otto Strassers Schriften der 1930er Jahre formuliert war, wurde allerdings vermieden.
Die Partei entfernte sich immer weiter von der Ideologie des Hitlerfaschismus und löste sich weitgehend von ihrem Deutschlandbezug zugunsten eines eigenständigen, schwedisch geprägten Faschismus. 1938 wurde das Hakenkreuz als Parteisymbol durch die Vasakärven („Wasa-Garbe“), ein Emblem des früheren Königs Gustav II. Adolf, ersetzt. Ende des Jahres folgte die Umbenennung in Svensk Socialistisk Samling (SSS, „Schwedische Sozialistische Sammlung“) und die Aufgabe fast aller nationalsozialistischen Bezüge. 1943 fand ein nationaler Kongress der Partei in Uppsala statt. Der Zusammenprall von Gegendemonstranten und Mitglieder der SSS führten zu den „Osterunruhen“.
Während des Zweiten Weltkriegs erlebte die Partei einen Niedergang und sie wurde 1945 schließlich aufgelöst.
Eines der bekanntesten Mitglieder war der spätere Gründer von IKEA Ingvar Kamprad.
Im Falle einer deutschen Besetzung Schwedens plante die Partei den Bau von Konzentrationslagern in Sjöbo und auf Stora Karlsö zur Deportation schwedischer Juden und Kommunisten. Wahrscheinlich zur Vorbereitung solcher Verfolgungsmaßnahmen hatten schwedische Nazis, wie erst 1997 bekannt wurde, von den 1930er-Jahren bis über das Kriegsende hinaus systematisch Listen mit den Namen von mehr als 20.000 in Schweden lebenden Juden erstellt. Dennoch gehörte ihre Partei zu den ersten, die anschließend den Holocaust leugneten, und zwar bereits im Mai 1945 in Den Svenske Folksocialisten.